# Pseudotaeniotes
Pseudotaeniotes is een kevergeslacht uit de familie van de boktorren (Cerambycidae). De wetenschappelijke naam van het geslacht werd voor het eerst geldig gepubliceerd in 1949 door Dillon & Dillon.

## Soorten
Pseudotaeniotes is monotypisch en omvat slechts de volgende soort:
- Pseudotaeniotes mimus (Dillon & Dillon, 1943)